# Małpa (raper)

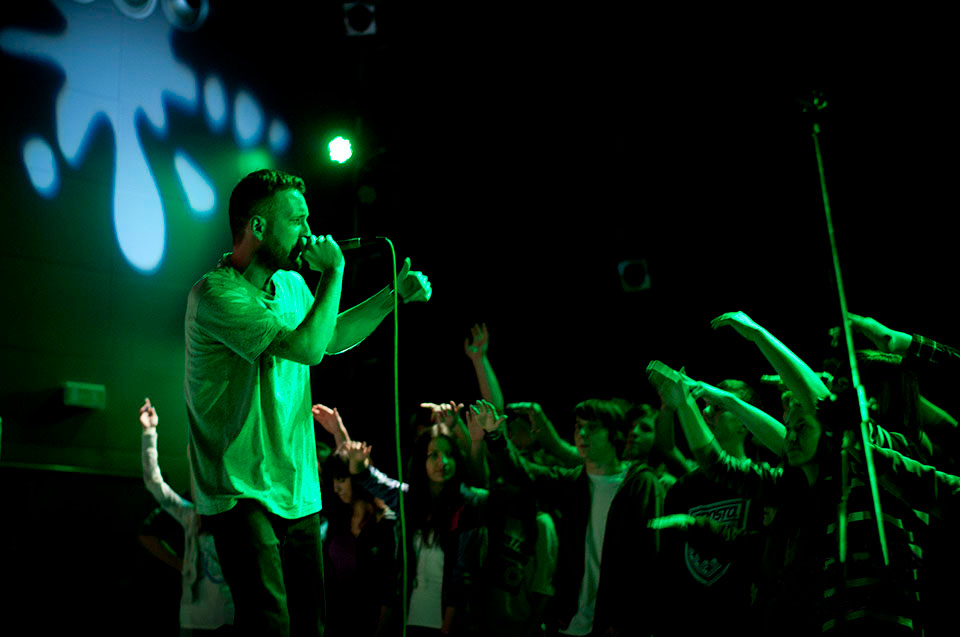
Małpa (2011)

Małpa, właściwie Łukasz Małkiewicz (ur. 3 czerwca 1985 w Toruniu) – polski raper.

## Życiorys
Łukasz Małkiewicz zaczął pisać teksty w 1998 roku jako trzynastolatek. W 2002 roku poznał Przemysława „Jinksa” Dzięgielewskiego, z którym założył zespół Proximite. Demo ich zespołu zostało wyróżnione w konkursie szczecińskiego magazynu radiowego „WuDoo”. Przed założeniem zespołu Proximite Małpa, wraz z producentem muzycznym DJ-em Jarzombem, współtworzył projekt Setao, jednak jak przyznał „działalność to szumna nazwa”.
Działając w tzw. podziemiu, Małpa i Jinx sygnowali swoje utwory, w tym solowe, jako Proximite. Utwór Małpy pt. „Planeta małp” znalazł się na wydanej w 2005 roku przez portal „Hip-Hop10.pl” kompilacji.
W 2006 roku Małpa oraz Little i DJ Chwiał, stanowiący duet producentów The Returners, postanowili nagrać wspólną płytę. Album nie został jednak ukończony z powodu awarii dysku, na którym muzycy mieli zapisane nagrania. W 2008 roku raper udostępnił w Internecie trzy utwory, które udało się zachować.
Debiutancki album solowy Małpy zatytułowany Kilka numerów o czymś ukazał się 27 listopada 2009 roku, jednak już 15 listopada został przez niego udostępniony w Internecie. Materiał został wydany samodzielnie przez rapera. Po sprzedaniu tysiąca egzemplarzy przez Małkiewicza płyta trafiła do sprzedaży w dystrybucji wytwórni muzycznej Asfalt Records. Nagrania spotykały się z pozytywnym odbiorem ze strony zarówno krytyków muzycznych, jak i publiczności. Według wytwórni Asfalt Records, dystrybutora debiutu, w niespełna trzy lata później wydawnictwo uzyskało status złotej płyty. Jest to pierwsza w historii polskiej fonografii nieoficjalna produkcja hiphopowa, która taki status uzyskała.
Wokale pochodzące z albumu Kilka numerów o czymś zostały wykorzystane przez producenta muzycznego 2sty’ego do stworzenia blendtape’u pt. Kilka blendów o hajsie, jointach i dupach!, który ukazał się w 2010 roku.
Od 2010 roku Małpa i Jinx pracowali nad płytą zespołu Proximite. W 2011 roku duet dołączył do wytwórni muzycznej Aptaun Records, jednak ostatecznie raperzy nie sfinalizowali wspólnej płyty.
W lutym 2011 roku Małpa oraz producent DonDe zaprezentowali utwór „Ból”, który pierwotnie miał znaleźć się na płycie producenta.
W lutym 2013 roku raper zaprezentował utwór „Skała”, który wyprodukował Donatan i do którego nakręcono teledysk, jednak zaznaczył, że nie promuje on żadnego konkretnego projektu, natomiast w marcu poinformował, że nagrał kilka utworów na tzw. instrumentalach i udostępnił utwór „Sztorm” na bicie z utworu „Hour Glass” Evidence’a. W lipcu tego samego roku, w ramach promocji „Original Source Up To Date Festival Białystok”, zaprezentowany został, wraz z teledyskiem, utwór „Wrócę tu”, który powstał we współpracy Małpy z Biszem, Zeusem oraz duetem The Returners
Biografia Małpy, jako jedna z 50, znalazła się w Antologii polskiego rapu, wydanej w 2014 roku przez Narodowe Centrum Kultury.
W 2015 roku Małpa i Jinx, jako Proximite, oraz Night Marks Electric Trio zaprezentowali w sieci autorską interpretację utworu „Armagedon” z debiutanckiego albumu Molesty. Rework powstał specjalnie z okazji coverowego koncertu płyty Skandal, który odbył się 12 lipca 2014 roku na torze wyścigów konnych Służewiec w Warszawie – w ramach pierwszej odsłony „The Wall Warsaw Hip-Hop Festival”.
Premiera drugiego solowego albumu rapera odbyła się 5 lutego 2016 roku. Płyta zatytułowana Mówi została wydana w nowo powstałej wytwórni Proximite. Nagrania dotarły do 1. miejsca zestawienia OLiS. 27 kwietnia 2016 roku album uzyskał status złotej płyty, natomiast 21 listopada 2018 roku platynowej. Do wersji płyty dostępnej w przedsprzedaży dodawany był nośnik pt. Nie mówi, który zawiera wersje instrumentalne utworów.
16 lutego 2017 roku ukazał się minialbum Małpy, Mielzky’ego oraz duetu The Returners. Płytę zatytułowaną Rottenberg można było nabyć jedynie w opcji preorderu. Album nie został wprowadzony do dystrybucji sklepowej.
22 lutego 2019 roku został wydany trzeci solowy album rapera. Wydawnictwo zatytułowane Blur zostało w całości wyprodukowane przez Magierę. Nagrania dotarły do 2. miejsca zestawienia OLiS. 20 marca 2019 roku album uzyskał status złotej płyty.
W 2019 roku Małkiewicz otrzymał Złotą Karetę – nagrodę przyznawaną przez wydawany w Toruniu dziennik „Nowości”. Wyróżnienie zostało przyznane w dziedzinie kultury za osiągnięcia w roku 2018.
W maju 2020 roku raper wziął udział w akcji #hot16challenge2, której celem była zbiórka funduszy na rzecz personelu medycznego, w celu wsparcia go w walce z koronawirusem.
Czwarta solowa płyta Małpy zatytułowana Bóg nie gra w kości ukazała się 29 kwietnia 2022 roku. Nagrania dotarły do 1. miejsca zestawienia OLiS. 3 kwietnia 2024 roku album uzyskał status złotej płyty. W przedsprzedaży do płyty dodawany był minialbum pt. Lost tapes, który zawiera wcześniej nieopublikowane utwory z lat 2010–2015.
W 2024 roku został odznaczony Medalem Honorowym Prezydenta Miasta Torunia „Thorunium”.
W drugiej połowie 2024 roku, w związku z 15-leciem wydania albumu Kilka numerów o czymś, raper postanowił ponownie wydać krążek na płycie winylowej i zapowiedział okazjonalną trasę koncertową. Przy okazji postanowił włączyć się również w pomoc powodzianom. W połowie września ruszyła internetowa aukcja charytatywna, na której można było kupić tak zwany test-press winyla. „Wosk” za 12 tysięcy złotych wylicytował raper Otsochodzi. Sam album, blisko 15 lat po premierze, w listopadzie zadebiutował na 5. miejscu zestawienia OLiS, a następnie dotarł do 3. miejsca.
Piąte solowe wydawnictwo Małkiewicza miało premierę 27 czerwca 2025 roku. Za całość warstwy muzycznej płyty zatytułowanej Święte słowa odpowiada Steve Nash. Nagrania dotarły do 2. miejsca zestawienia OLiS. W przedsprzedaży do płyty dodawany był minialbum pt. Święte słowa. Postscriptum, który zawiera alternatywne wersje utworów oraz utwór bonusowy.

## Życie prywatne
W 2010 roku ukończył studia geograficzne na Wydziale Biologii i Nauk o Ziemi Uniwersytetu Mikołaja Kopernika w Toruniu. W 2023 roku otrzymał tytuł „Sławnego Absolwenta Wydziału”.

## Dyskografia

### Albumy solowe
| Rok  | Dane dot. albumu                                                                                                | Pozycja na liście | Sprzedaż       | Certyfikat              |
| Rok  | Dane dot. albumu                                                                                                | POL               | Sprzedaż       | Certyfikat              |
| ---- | --- | ----------------- | -------------- | ----------------------- |
| 2009 | Kilka numerów o czymś - Data: 27 listopada 2009 - Wydawca: brak (nielegal) - Format: CD, LP, digital download   | 3                 | - POL: 16 000+ | - POL: złota płyta      |
| 2016 | Mówi - Data: 5 lutego 2016 - Wydawca: Proximite, My Music - Format: CD, LP, digital download                    | 1                 | - POL: 30 000+ | - ZPAV: platynowa płyta |
| 2019 | Blur - Data: 22 lutego 2019 - Wydawca: Proximite, My Music - Format: CD, digital download                       | 2                 | - POL: 15 000+ | - ZPAV: złota płyta     |
| 2022 | Bóg nie gra w kości - Data: 29 kwietnia 2022 - Wydawca: Proximite, Step Hurt - Format: CD, LP, digital download | 1                 | - POL: 15 000+ | - ZPAV: złota płyta     |
| 2025 | Święte słowa - Data: 27 czerwca 2025 - Wydawca: Proximite, e-Muzyka - Format: CD, digital download              | 2                 |                |                         |

### Minialbumy
| Rok  | Dane dot. albumu | Sprzedaż      |
| ---- | --- | ------------- |
| 2017 | Rottenberg (oraz Mielzky i The Returners) - Data: 16 lutego 2017 - Wydawca: Proximite, My Music - Format: CD, digital download | - POL: 1 000+ |

### Blendtape’y
| Rok  | Dane dot. albumu | Sprzedaż        |
| ---- | --- | --------------- |
| 2010 | Kilka blendów o hajsie, jointach i dupach! (oraz 2sty) - Data: 9 marca 2010 - Wydawca: brak (nielegal) - Format: CD, digital download | - POL: 200 szt. |

### Inne
| Rok  | Dane dot. albumu                                                                               |
| ---- | ---------------------------------------------------------------------------------------------- |
| 2016 | Nie mówi - Data: 5 lutego 2016 - Wydawca: Proximite, My Music - Format: CD                     |
| 2022 | Lost tapes - Data: 29 kwietnia 2022 - Wydawca: Proximite, Step Hurt - Format: CD               |
| 2025 | Święte słowa. Postscriptum - Data: 27 czerwca 2025 - Wydawca: Proximite, e-Muzyka - Format: CD |

## Występy gościnne
| Rok  | Album                                    | Utwór                                                                      | Źródło |
| ---- | ---------------------------------------- | -------------------------------------------------------------------------- | ------ |
| 2010 | FenAMONNalnie – Amonn                    | „Ten jeden raz” (gościnnie: Małpa)                                         | [ 47 ] |
| 2010 | Dziś w moim mieście – Pezet i Małolat    | „Nagapiłem się” (gościnnie: Małpa)                                         | [ 48 ] |
| 2010 | Wybuchowa receptura – PTP                | „Jedna pasja” (gościnnie: Dondi, Małpa)                                    | [ 49 ] |
| 2011 | TheRapy – TłustyKot i DJ Bidi            | „Sposoby” (gościnnie: Małpa)                                               | [ 50 ] |
| 2011 | Logika gry – Diox i The Returners        | „Powiedz” (gościnnie: W.E.N.A., Hades, Małpa)                              | [ 51 ] |
| 2011 | Parias – Parias                          | „Plecak” (gościnnie: Małpa)                                                | [ 52 ] |
| 2011 | Dalekie zbliżenia – W.E.N.A.             | „Jestem sam” (gościnnie: Proximite, Ras)                                   | [ 53 ] |
| 2011 | Hotel trzygwiazdkowy – Rasmentalism      | „Jestem sam” (gościnnie: W.E.N.A., Małpa)                                  | [ 54 ] |
| 2012 | Kodex 4 – White House                    | „Jak mam żyć” (gościnnie: Małpa)                                           | [ 55 ] |
| 2012 | Na złej drodze do lepszych czasów – Prys | „Nieobecni” (gościnnie: Małpa, Basia „eM” Miedzińska)                      | [ 56 ] |
| 2012 | Rachunek jest prosty – Kubiszew i Zbylu  | „Daję słowo” (gościnnie: Proximite)                                        | [ 57 ] |
| 2012 | Pasja – Pyskaty                          | „Razem” (gościnnie: Proximite, W.E.N.A., Te-Tris, Siwers, Tomiko, PeeRZet) | [ 58 ] |
| 2012 | Równonoc. Słowiańska dusza – Donatan     | „Jestem stąd jestem sobą” (gościnnie: Miuosh, Pelson, Ero, Małpa)          | [ 59 ] |
| 2013 | Zaraza – DJ. B i Szczur                  | „Jak sen” (gościnnie: Małpa)                                               | [ 60 ] |
| 2013 | Za młodzi na Heroda – Rasmentalism       | „Niebomby” (gościnnie: Małpa)                                              | [ 61 ] |
| 2014 | Wszystko z dymem – Włodi                 | „Guzik” (gościnnie: Małpa)                                                 | [ 62 ] |
| 2014 | HV/Noon – HV i Noon                      | „Jakbym nie miał celu” (gościnnie: Małpa)                                  | [ 63 ] |
| 2015 | The Ugly EP – Dope D.O.D.                | „F U” (gościnnie: Miuosh, Małpa, Wuzet)                                    | [ 64 ] |
| 2015 | Magnum Ignotum: Preludium – donGURALesko | „Ikar” (gościnnie: Małpa)                                                  | [ 65 ] |
| 2016 | Nowa stara szkoła – The Returners        | „Sekrety” (gościnnie: Małpa)                                               | [ 66 ] |
| 2016 | Nowa stara szkoła – The Returners        | „Atlantyda” (gościnnie: Proximite)                                         | [ 66 ] |
| 2018 | White House Connection – White House     | „Moje miejsce” (gościnnie: Sarius, Małpa)                                  | [ 67 ] |
| 2018 | Osad – Włodi                             | „Znam” (gościnnie: Małpa)                                                  | [ 68 ] |
| 2021 | Do wesela się zagoi – Gruby Mielzky      | „Z krwi i kości” (gościnnie: Małpa)                                        | [ 69 ] |
| 2022 | Jeśli coś się stanie… – Czarny HIFI      | „Nie wziąłem się znikąd” (gościnnie: Małpa)                                | [ 70 ] |
| 2024 | Na południu bez zmian – Daria ze Śląska  | „Skacz ze mną na bombę” (gościnnie: Małpa)                                 | [ 71 ] |

## Teledyski
| Rok      | Tytuł                                                                | Reżyseria                                                | Album                             | Źródło  |
| -------- | -------------------------------------------------------------------- | -------------------------------------------------------- | --------------------------------- | ------- |
| 2010     | „Nie byłem nigdy”                                                    | R5Films                                                  | Kilka numerów o czymś             | [ 72 ]  |
| 2011     | „5 element” (gościnnie: Jinx)                                        | Dwaem Media Group                                        | Kilka numerów o czymś             | [ 73 ]  |
| 2013     | „Skała”                                                              | Iktotomovie                                              | –                                 | [ 74 ]  |
| 2015     | „Naiwniak”                                                           | Wiktoria Wachowiak, Małpa                                | Mówi                              | [ 75 ]  |
| 2015     | „Jedyna słuszna droga” (gościnnie: Jinx)                             | Splot Media                                              | Mówi                              | [ 76 ]  |
| 2015     | „Satelity”                                                           | H D S C V M                                              | Mówi                              | [ 77 ]  |
| 2016     | „Podprogowy”                                                         | Splot Media                                              | Mówi                              | [ 78 ]  |
| 2016     | „Po sygnale” (gościnnie: Włodi)                                      | H D S C V M                                              | Mówi                              | [ 79 ]  |
| 2016     | „Trzeci brzeg”                                                       | Bartosz Janus, Wiktora Wachowiak                         | Mówi                              | [ 80 ]  |
| 2016     | „Nie byłoby mnie”                                                    | Splot Media                                              | Mówi                              | [ 81 ]  |
| 2017     | „Rottenberg” (oraz Mielzky i The Returners)                          | Małpa                                                    | Rottenberg                        | [ 82 ]  |
| 2017     | „A-Z” (oraz Mielzky i The Returners)                                 | H D S C V M                                              | Rottenberg                        | [ 83 ]  |
| 2019     | „Nie wiem co będzie jutro” (gościnnie: Sarius)                       | WOW Pictures                                             | Blur                              | [ 84 ]  |
| 2019     | „Budzę się”                                                          | Kamil Płocki                                             | Blur                              | [ 85 ]  |
| 2019     | „O krok” (gościnnie: Ras)                                            | Mateusz Znaniecki                                        | Blur                              | [ 86 ]  |
| 2022     | „Drogi dres”                                                         | Maciej Piórek                                            | Bóg nie gra w kości               | [ 87 ]  |
| 2022     | „Najlepsze przed nami”                                               | Maciej Piórek                                            | Bóg nie gra w kości               | [ 88 ]  |
| 2022     | „Mech”                                                               | Maciej Piórek                                            | Bóg nie gra w kości               | [ 89 ]  |
| 2022     | „Pamiętaj kto 2”                                                     | Piotr Zajączkowski                                       | Bóg nie gra w kości               | [ 90 ]  |
| 2025     | „Święte słowa”                                                       | Małpa                                                    | Święte słowa                      | [ 91 ]  |
| 2025     | „Suma wszystkich strachów”                                           | Piotr Zajączkowski                                       | Święte słowa                      | [ 92 ]  |
| 2025     | „Dla kontrastu”                                                      | Wiktor Konopacki                                         | Święte słowa                      | [ 93 ]  |
| 2025     | „Preferuję prosty przekaz”                                           | Splot Media                                              | Święte słowa                      | [ 94 ]  |
| Gościnne |                                                                      |                                                          |                                   |         |
| 2010     | „Nagapiłem się” – Pezet i Małolat (gościnnie: Małpa)                 | LetEmKnow                                                | Dziś w moim mieście               | [ 95 ]  |
| 2011     | „Powiedz” – Diox i The Returners (gościnnie: W.E.N.A., Hades, Małpa) | ZU Road                                                  | Logika gry                        | [ 96 ]  |
| 2012     | „Jak mam żyć” – WhiteHouse (gościnnie: Małpa)                        | Dirt Video                                               | Kodex 4                           | [ 97 ]  |
| 2012     | „Nieobecni” – Prys (gościnnie: Małpa, Basia „eM” Miedzińska)         | Juzz Media                                               | Na złej drodze do lepszych czasów | [ 98 ]  |
| 2013     | „Niebomby” – Rasmentalism (gościnnie: Małpa)                         | Kuba Gryżewski, Justyna Buba Purzycka, Andrzej Santorski | Za młodzi na Heroda               | [ 99 ]  |
| 2013     | „Jak sen” – DJ. B i Szczur (gościnnie: Małpa)                        | Filmotion                                                | Zaraza                            | [ 100 ] |
| 2014     | „Guzik” – Włodi (gościnnie: Małpa)                                   | Deys                                                     | Wszystko z dymem                  | [ 101 ] |
| 2015     | „Jakbym nie miał celu” – HV i Noon (gościnnie: Małpa)                | Maciej Oślak, Marcin Kaliński                            | HV/Noon                           | [ 102 ] |
| 2016     | „Sekrety” – The Returners (gościnnie: Małpa)                         | Splot Media                                              | Nowa stara szkoła                 | [ 103 ] |
| 2021     | „Nie wziąłem się znikąd” – Czarny HIFI (gościnnie: Małpa)            | Arek Nowakowski                                          | Jeśli coś się stanie…             | [ 104 ] |
| 2024     | „Skacz ze mną na bombę” – Daria ze Śląska (gościnnie: Małpa)         | Michał Mazurek                                           | Na południu bez zmian             | [ 105 ] |
| Inne     |                                                                      |                                                          |                                   |         |
| 2013     | „Wrócę tu” – Bisz, Małpa, Zeus i The Returners                       | Blood Simple Films                                       | –                                 | [ 16 ]  |